# Прощання слов'янки (фільм)
«Прощання слов'янки» (рос. «Прощание славянки») — радянський художній фільм режисера Євгена Васильєва, знятий у 1985 році.

## Сюжет
Люди похилого віку, чоловік і дружина, живуть в Криму у власному великому будинку. Господиня Анна Іванівна втратила під час війни чоловіка, а після війни — сина. Влітку старі здають частину свого будиночка постояльцям. Серед таких опиняється і колишній військовий льотчик Градов. У будинку він помічає на стіні фотографію з двома пацанами. В одному з них він впізнає себе, а в іншому — свого друга Вовку, який помер в дитбудинку від туберкульозу. Зустріч Анни Іванівни з Градовим, якого вона колись врятувала від смерті, змушує жінку замислитися над сенсом людських відносин.

## У ролях
- Галина Макарова — Анна Іванівна
- Юрій Назаров — Олександр Градов, колишній льотчик
- Євген Лебедєв — Семен Протасович, другий чоловік Анни Іванівни
- Наталія Гундарева — Женя
- Тимофій Співак — Олексій, син Анни Іванівни від другого шлюбу
- Віктор Павлов — Федір Леонтійович, сусід
- Майя Булгакова — Людмила Герасимівна, сусідка
- Катерина Васильєва — Олена
- Анатолій Єгоров — дядя Льоня
- Надія Семенцова — лікар в дитбудинку
- Наталія Острікова — Анна Іванівна в молодості
- Любов Германова — медсестра в дитячому будинку
- Олександр Лебедєв — відпочиваючий
- Тамара Совчі — сусідка Людмили Герасимівни
- Олександр Чубикін — Вовка

## Знімальна група
- Режисер-постановник — Євген Васильєв
- Сценарист — Самсон Поляков
- Оператор-постановник — Рудольф Зуєв
- Композитор — Михайло Зів
- Художники-постановники — Валерій Лукінов, Михайло Розенштейн